# Karl Brandt

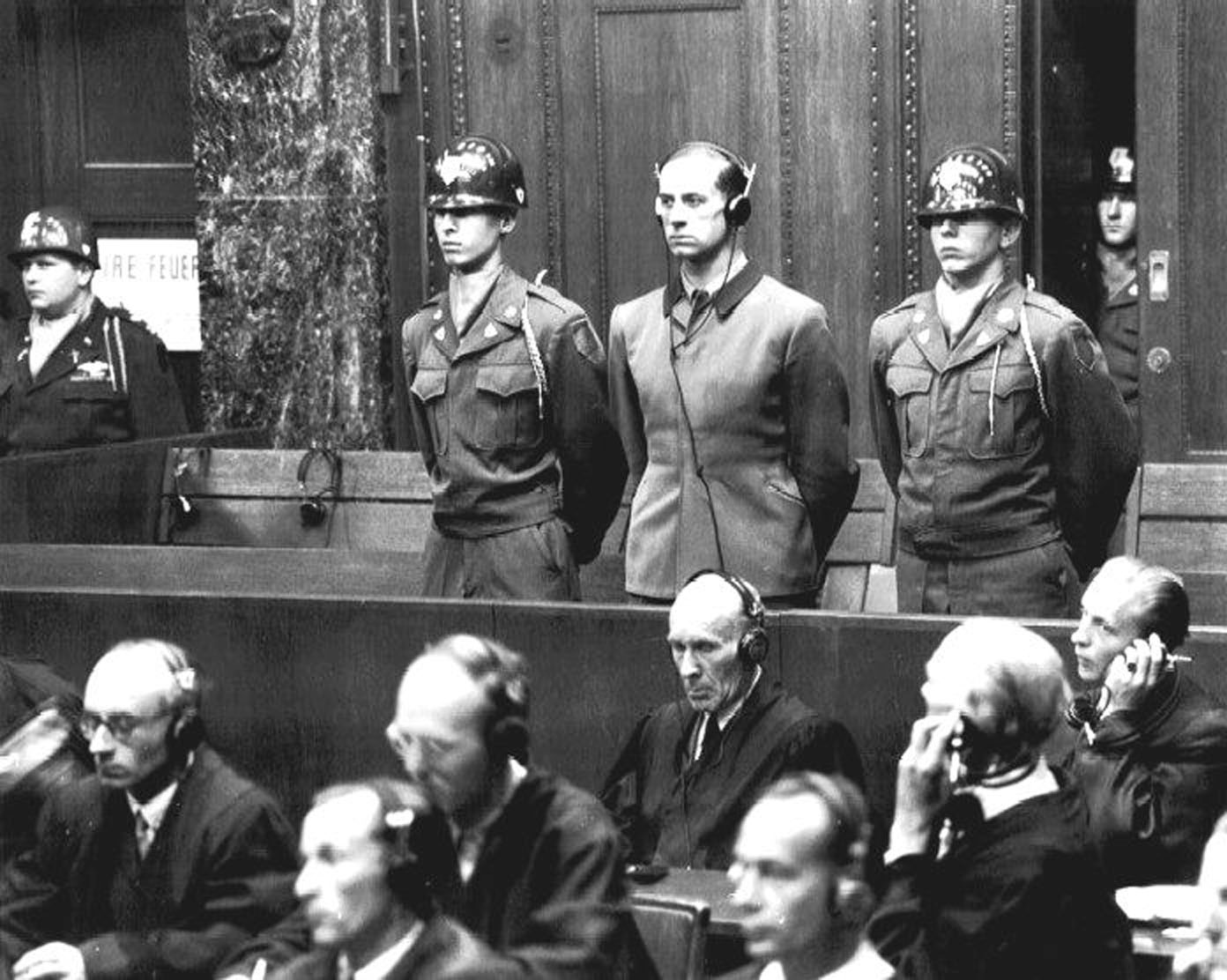
Karl Brandt podczas procesu w Norymberdze (ogłoszenie wyroku)

Karl Brandt (ur. 8 stycznia 1904 w Miluzie, zm. 2 czerwca 1948 w Landsberg am Lech) – niemiecki lekarz (osobisty lekarz Adolfa Hitlera), SS-Gruppenführer, zbrodniarz hitlerowski.
Kierował programem eutanazji w III Rzeszy od 1939 i jako Główny Komisarz do spraw Zdrowia i Higieny Rzeszy był zaangażowany w prowadzenie eksperymentów medycznych na ludziach, wraz ze swoim przełożonym Wernerem Heyde i innymi.

## Życiorys
Urodził się w Alzacji. Lekarzem medycyny został w 1928, specjalizacja chirurgiczna w szpitalu w Bochum. Do NSDAP wstąpił w 1932, członkiem SA został w 1933. Latem 1933 leczył adiutanta Hitlera, Wilhelma Brücknera i inne osoby z otoczenia Hitlera, ciężko poranione w wypadku samochodowym. Następnie Brückner zaproponował lekarza Hitlerowi, który w 1934 powierzył mu funkcję swego lekarza towarzyszącego (Begleitarzt). W tym samym roku (1934) wstąpił do SS i otrzymał stopień SS-Untersturmführera. Od 1937 sturmbannführer w sztabie Głównego Urzędu SS. Od 1939 w służbie czynnej w SS-Leibstandarte Adolf Hitler. W 1940 otrzymał tytuł profesorski. Od 1940 był w Waffen-SS z przydziałem do kwatery głównej Hitlera. W następnych latach był regularnie awansowany w SS, aż w styczniu 1943 otrzymał stopień SS-Brigadeführera.
Był inicjatorem eksperymentów na ludziach w niemieckich obozach koncentracyjnych oraz członkiem Rady Rzeszy ds. Badań Naukowych. Od 1942 był generalnym komisarzem (od 1944 komisarzem Rzeszy) służb sanitarnych i zdrowia, łącznie z zadaniami specjalnymi. Tym samym otrzymał kontrolę nad całą służbą zdrowia w Rzeszy, wojskową i cywilną. W 1944 popadł w niełaskę Hitlera, w wyniku intrygi przeciwko osobistemu lekarzowi Hitlera, Theo Morellowi (na tle leczenia Hitlera).
16 kwietnia 1945 został aresztowany przez SS za wywiezienie swojej rodziny ze stolicy, tak by mogli poddać się Amerykanom, a 17 kwietnia skazany na karę śmierci przez sąd w Berlinie. Zwolniony z więzienia rozkazem Dönitza z 2 maja 1945, wkrótce po zakończeniu wojny został 23 maja 1945 aresztowany przez Brytyjczyków.
Był sądzony wraz z 22 innymi lekarzami w tzw. procesie lekarzy w Pałacu Sprawiedliwości w Norymberdze. Proces rozpoczął się 9 grudnia 1946. Brandt został oskarżony o „szczególną odpowiedzialność i udział w eksperymentach medycznych”, takich jak m.in. umieszczanie ludzi w lodowatej wodzie na długi czas, eksperymentach dotyczących żółtaczki i malarii, transplantacji kości, sterylizacji w związku z planowaniem oraz przeprowadzaniem programu eutanazji T-4 III Rzeszy. W ostatniej fazie procesu Brandt powiedział: „Jako lekarz i człowiek muszę przyznać, że nie mogę uchylić się przed zarzutami popełnienia zbrodni przeciwko ludzkości, ale to co robiłem było rozkazem i jako żołnierz nie mogłem go nie wykonać”.
Został skazany za przestępstwa przeciwko ludzkości, przestępstwa wojenne i uczestnictwo w przestępczej organizacji. Uznano go winnym m.in. uczestnictwa w akcji eutanazacyjnej oraz „okrutnych i często kończących się śmiercią doświadczeń” przeprowadzanych na więźniach obozów koncentracyjnych, jeńcach wojennych i innych osobach. Wyrok ogłoszono 19 sierpnia 1947. Brandt i sześciu innych oskarżonych zostało skazanych na śmierć przez powieszenie (wszystkie wyroki wykonane zostały w więzieniu w Landsbergu 2 czerwca 1948), dziewięciu oskarżonych zostało skazanych na kary od 10 do 20 lat pozbawienia wolności (po zmianie wyroków), a siedmiu uniewinniono.

## Odznaczenia
- Złota Odznaka NSDAP (30 stycznia 1934)[5]
- SS-Ehrenring (11 maja 1936)[5]
- Brązowa Odznaka za Służbę w NSDAP[5]
- Brązowa Odznaka Sportowa SA[5]
- Medal Pamiątkowy 13 marca 1938[5]
- Medal Pamiątkowy za Powrót Kłajpedy[5]
- Medal Pamiątkowy 1 października 1938[5]